# Vito Vitale
Salvatore "Vito" Vitale, soprannominato "Fardazza" (Partinico, 20 giugno 1959), è un mafioso italiano, legato a Cosa Nostra.

## Biografia
Vitale nacque a Partinico, in provincia di Palermo. È il più giovane di tre fratelli, anche loro mafiosi, Leonardo nato il 27 ottobre 1955 e Michele Vitale nato il 21 maggio 1957. Venne arrestato la prima volta per aver rubato della verdura, un crimine piuttosto banale per un futuro boss mafioso. Nel marzo del 1984 venne arrestato per la seconda volta con l'accusa di associazione a delinquere ed estorsione aggravata. Il 18 maggio 1985 venne emesso un mandato di cattura per associazione mafiosa finalizzata al traffico di armi. Dopo l'arresto del fratello Leonardo Vitale, Vito divenne il capofamiglia.
Si alleò con il clan dei Corleonesi, guidato da Totò Riina. La sua ascesa nei ranghi di Cosa Nostra fu dovuta alle sue comprovate capacità di assassino e al suo stretto legame con Leoluca Bagarella, cognato di Riina. Un pentito disse su Vitale: "Spara come un dio e non ha paura di niente".
Vitale collaborò al rapimento e all'uccisione di Giuseppe Di Matteo, figlio del compagno mafioso Santino Di Matteo, diventato pentito nel 1993. Il ragazzo venne trattenuto 26 mesi per costringere il padre a ritrattare le sue testimonianze, in particolare sulla pianificazione e sull'esecuzione della strage di Capaci. Il ragazzo venne strangolato per ordine di Giovanni Brusca. Successivamente il corpo venne sciolto in un barile di acido per distruggere le prove. Secondo il pentito Vincenzo Chiodo, Vitale non partecipò materialmente all'omicidio, ma fornì l'acido per far scomparire il corpo del bambino.
Secondo il pentito Angelo Siino, Vitale voleva uccidere il Pm Alfonso Sabella. Quest'ultimo infatti tramite le sue inchieste arrestò numerosi uomini vicini al boss di Partinico e smantellò il mandamento di San Giuseppe Jato. Il magistrato era considerato da Vitale un "nemico personale", così definito da Siino.
Per un po' fu considerato l'erede di Totò Riina e fu strettamente legato a Leoluca Bagarella.
Dopo gli arresti di Bagarella, dei fratelli Giovanni e Enzo Brusca e di Aglieri, Vitale era ritenuto dagli inquirenti il numero due di Cosa Nostra.
Nel 1995 venne inserito nell'elenco dei latitanti di massima pericolosità.

### Contrasti in Cosa Nostra
Negli anni '90 una guerra di potere a Partinico mise la famiglia Geraci, guidata da Nenè Geraci, contro la famiglia Vitale. I Geraci, il loro erede Filippo Nania e gli alleati Lo Iacono erano appoggiati da Bernardo Provenzano, mentre i Vitale erano appoggiati da Totò Riina e Leoluca Bagarella.
Il pentito Marcello Fava, precedentemente capo della cosca di Palermo Centro, confessò di aver aiutato inconsapevolmente Vitale a uccidere Antonino Geraci detto il giovane, capo del mandamento di Partinico. Alcuni killer di Fava, "prestati" a Vitale, uccisero il 23 novembre 1997 nei pressi del bar dell'ospedale di Partinico il boss Antonino Geraci, che era il cugino di Nenè Geraci detto il vecchio, altro importante boss della famiglia Geraci e precedente capo del mandamento. Fino a quel momento, Vito era il reggente del mandamento (siccome Antonino si trovava in carcere dal 1986 e suo fratello, Leonardo, era stato arrestato nel 1995). Dopo la morte di Geraci, Vito Vitale divenne ufficialmente il capomandamento di Partinico. Marcello Fava venne condannato a due anni di reclusione, mentre Vito Vitale venne condannato all'ergastolo in quanto considerato mandante dell'omicidio.
Vito Vitale è considerato il mandante dell'omicidio di Lorenzo Vaccaro. Vaccaro era divenuto nel 1994, insieme a Luigi Ilardo, co-rappresentante della provincia di Caltanissetta all'interno della Commissione Interprovinciale. Luigi Ilardo venne ucciso nel 1996 perché scoprirono che era divenuto un confidente dei ROS dei carabinieri. Vaccaro, divenuto alla morte di Ilardo unico rappresentante di Caltanissetta, venne ucciso insieme al suo autista a Catania nel gennaio del 1998. L'omicidio venne commesso con lo scopo di fare terra bruciata attorno allo stesso Provenzano.
Secondo la sorella di Vito, la pentita Giusy Vitale, alcuni "Giovani turchi" di Cosa Nostra volevano mettere da parte Bernardo Provenzano nel 1996. Accanto a Vitale c'erano Giovanni Brusca, Domenico Raccuglia e Matteo Messina Denaro. I capi più giovani volevano prendere decisioni strategiche senza il previo consenso di Provenzano. Gli dissero: "torna a casa e prenditi cura della tua famiglia".

## Arresto
Il 28 settembre 1997 venne fermato e tenuto sotto osservazione per alcune ore, ma riuscì a fuggire prima di essere arrestato.
Venne catturato il 14 aprile 1998, in un casolare nelle campagne di Borgetto, in contrada Carrubella. Al momento dell'arresto Vitale era in compagnia dell'imprenditore Pietro Fioretto Valenza, proprietario dell'abitazione in cui si nascondeva il superlatitante, e un altro uomo, originario di Partinico, del quale non è stata resa nota l'identità. Secondo i primi accertamenti, Vitale non aveva armi con sé. Le uniche parole pronunciate dal sanguinario boss al momento della cattura furono: "Non sugnu iu", tradotto "Non sono io". L'operazione che portò alla scoperta del covo fu condotta dalla squadra mobile di Palermo e dalla Criminalpol.
Appresa la notizia il sostituto procuratore di Palermo, Alfonso Sabella disse alla stampa: "E' stato preso il capo dei corleonesi, il latitante di Cosa nostra più sanguinario che, al momento dell'arresto, era in circolazione. Vitale è l'unico vero erede di Riina e Bagarella. Quando ho saputo la notizia, la mia contentezza è stata grande. E voglio subito sgomberare il campo: l'arresto di Vitale non è dovuto ad alcun pentito. L'indagine, che è entrata nella sua fase più calda almeno otto mesi fa, non si è avvalsa di mezzi sofisticati, ma di tecniche di indagine tradizionali".
La famiglia di Vito Vitale aggredì il giorno dopo il suo arresto, sotto gli occhi dei cronisti e delle televisioni, il gruppo di agenti che stava trasferendo il boss di Partinico dagli uffici della squadra mobile al carcere.

### Carcere
Nel 2017, Salvatore "Vito" Vitale, era in regime di 41bis nel carcere di massima sicurezza di Novara. Attualmente, sempre in regime di carcere duro, sta scontando l'ergastolo nel carcere di massima sicurezza di Opera.

## Condanne
- Vitale ha ricevuto un ergastolo per essere stato il mandante dell'omicidio del capomandamento di Partinico, Antonino Geraci, nel 1997.[6]
- Vitale è stato condannato per gli omicidi di Giuseppe Giammona, Giovanna Giammona e suo marito Francesco Saporito commessi a Corleone nei primi mesi del 1995. I Giammona vennero uccisi perché sospettati da Giovanni Riina, figlio del boss corleonese, essere affiliati ad una cosca rivale. Secondo il giovane Riina, la cosca avrebbe potuto sequestrare qualcuno della sua famiglia tramite i Giammona, e così lo zio, Leoluca Bagarella, organizzò e commise gli omicidi. Gli imputati del processo avvenuto nei primi anni 2000, furono i fratelli Michele e Vito Vitale, Giovanni Brusca, Leoluca Bagarella e Giovanni Riina. Ricevettero tutti l'ergastolo, tranne Giovanni Brusca, il quale ricevette 12 anni.[16]
- Vito Vitale è stato condannato per il duplice omicidio del boss Lorenzo Vaccaro e del suo autista, in quanto ritenuto mandante dell'omicidio del boss.[8][9]
- Vitale è stato condannato, in qualità di mandante, insieme a Leoluca Bagarella, Francesco Di Piazza, Giuseppe Monticciolo e Giovanni Riina, per l'omicidio del boss di Canicattì Antonio Di Caro e del suo braccio destro, l'imprenditore Antonino Costanza.[17]

## Nella cultura di massa
- La serie TV Il cacciatore ha tra i personaggi Vito Vitale, interpretato dall'attore Paolo Ricca.